# Médiamétrie
Médiamétrie creada en 1985, es una sociedad anónima especializada en la medición de audiencias y estudios de marketing de los medios de comunicación en Francia. Observa, mide y analiza los comportamientos del público y las tendencias del mercado de las comunicaciones.

## Historia
El nacimiento de Médiamétrie tiene lugar en un contexto de cambios en el panorama audiovisual francés debido al nacimiento de Canal+, La Cinq y TV6. Por otro lado en la radio se experimenta la aparición de las primeras grandes radios privadas con la privatización de Europe 1 y la subida de NRJ. Médiamétrie es creada para responder a la voluntad común de todas las empresas del sector (grupos de comunicación, anunciantes, agencias) de realizar una medición exacta e independiente de las audiencias conseguidas.
El sistema Médiamat reemplazó en 1989 el sistema Audimat, el cual permite la medición de la audiencia por número de hogares (un 1 % equivale a 200 000 personas). El término Audimat, la cual es una marca, sigue utilizándose para referirse a la medición de audiencias en Francia.
Desde los años 2000, la sociedad ha expandido sus actividades a Internet con el entretenimiento digital y las redes sociales.
Médiamétrie es también la sociedad que proporciona los datos del sector audiovisual al Consejo Superior Audiovisual de Francia (CSA).

## Funcionamiento
Los medios audiovisuales sobre los cuales Médiamétrie mide la audiencia son:
- La televisión (Médiamat, TNT, ADSL, l'année TV, Global TV, TV locales, la televisión en los puntos de venta, la audiencia de las cadenas de Cable y Satélite, etc.) ;
- La radio (Panel Radio, 126 000 Radio, Global Radio, Podcast y Streaming, Call Out, etc.) ;
- El cine (75 000 Cinéma, CinéPro, Cin'Hebdo) ;
- El Internet (Panel Médiamétrie/NetRatings, CybereStat, Les Observatoires numériques, etc.) ;
- El Internet móvil.

## Televisión

### TNT
Las audiencias de la TNT midiendo los espectadores de las 26 cadenas gratuitas: TF1, France 2, France 3, Canal+, France 5, M6, Arte, D8, W9, TMC, NT1, NRJ 12, La Chaîne parlementaire, France 4, BFM TV, I-Télé, D17, Gulli, France Ô, HD1, L'Equipe 21, 6ter, Numéro 23, RMC Découverte, Chérie 25 y LCI. El seguimiento de estas cadenas es controlado por Médiamétrie tanto por TNT como por las diferentes plataformas de televisión por cable, satélite y ADSL.
Para la obtención de los datos de audiencias se analizan las audiencias de un número representativo de hogares franceses que reciben la TDT, concretamente, 1648 personas con edades entre 4 años y mayores.
Médiamétrie también analiza las audiencias de las 6 nuevas cadenas de TDT HD desde su primer día de lanzamiento el 12 de diciembre de 2012.

### Satélite
Esta medición de audiencia está automatizada y evalúa en más de 100 canales y una base de población de más de 41,5 millones de personas. Médiamat'Thématik mide de forma permanente los espectadores y el comportamiento de los individuos de 4 años o más, cuyos hogares reciben televisión digital o analógica por cable, vía satélite (incluyendo la recepción libre) o TV por ADSL.
Este estudio se centra en unos 3 200 hogares y más de 8 000 personas.

### Audiencias de televisión en el mundo
Todos los datos de audiencia y las emisiones de programas de televisión emitidos en más de 2000 canales repartidos en 5 continentes están disponibles a través Eurodata TV Worldwide. La información es proporcionada directamente por los institutos como Médiamétrie en Francia, que miden diariamente los espectadores en sus respectivos países.

## Accionariado
El capital de Médiamétrie asciende a 930.000 euros. Refleja su vocación: todos los actores del mercado están representados en ella por lo que los servicios ofrecidos por la empresa son objeto de una gestión conjunta que implica la igualdad de los diferentes medios de comunicación y de las compañías publicitarias.